# Condor Sports International
Condor Sports International (рус. Кондо́р Спо́р Энтернасьона́ль) — крупнейший дистрибутор наборов для игр в пределах Канады, а также один из крупнейших дистрибуторов дротиков в США. Предприятие базируется в трёх разных городах Канады: Сагенее, Торонто и Ванкувере.
К тому же, Condor Sports International владеет Condor China Manufacturing, расположенным в Тяньцзине в Китае. Это предприятие руководит деятельностью заводов-изготовителей бильярдных столов, мишеней для дротиков, мебели, ломберных столов.
Condor Sports International подписан ряд соглашений об исключительном сбыте продукции в Канаде, в том числе с Copag — бразильским предприятием, карты производства которого используются во время международных соревнований по покеру.
Предприятие было основано в 1974 Жан-Ивом Трамбле, а в настоящее время им руководят господа Пьер Мартен (глава правления) и Жан-Себастьен Леру (вице-президент).